# شبه ظل

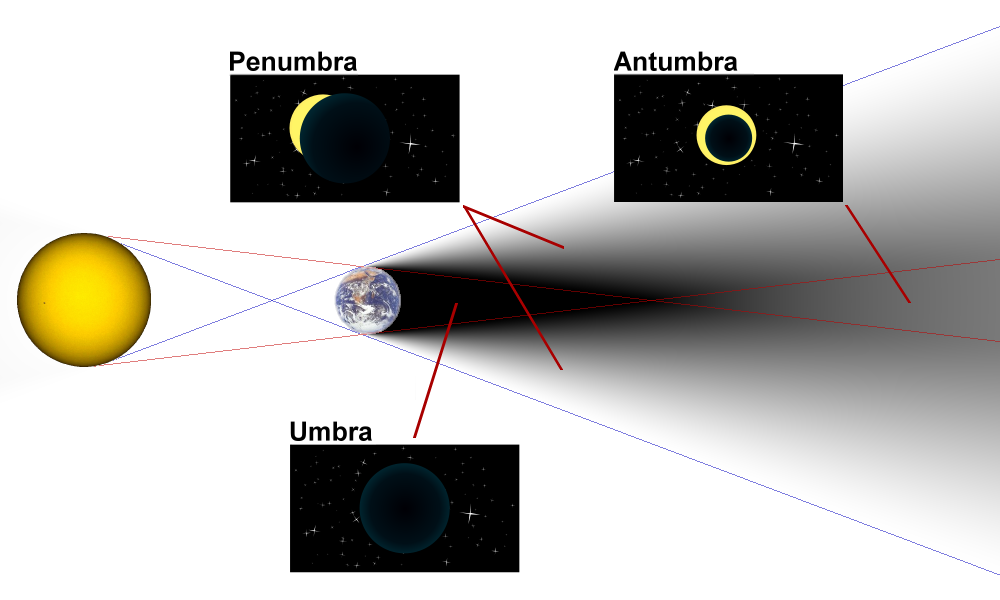
الظل، وشبه الظل وما وراء الظل (Antumbra)

شبه الظل أو الظُّلَيْل أو  الشَّعْشَاع أو نصف الظل (بالإنجليزية: Penumbra)‏ هو الظِّل الجزئي إذا افترضنا أنَّ جِرما كالأرض سد مسار الضّوء المنبعث من جرم أكبر حجماً كالشمس، سيتكوّن مجال معتم من الظل وراء الأرض لايصله شعاع الشمس. ويتكون خارج المجال المظلم مجالٌ آخر أقل ظلمةً بسبب مرور بعض الضّوء. ويُسمَّى هذا المجال ذو الإظلال الجزئي شبه الظِّل. ويُسمى الجزء الداخلي المعتم الظل الكامل. وعندما يمر القمر داخل المجال المظلم الذي تسببه الأرض يكاد يكون تام الإظلام، وحينئذٍ ينشأ خسوفٌ كلي للقمر.
وبإمكانك رؤية ظل كاملٍ وظل لديك، باقترابها إلى مسافة 50سم من مصباحٍ داخل غرفة بدون مصدرٍ آخر للضوء. ضع قطعة ورقٍ بيضاء خلف يدك لكي يسقط الظل عليها. وسيكون الجزء الأوسط من ظل كل أصبع ظلاً كاملاً يحوطه شبه ظل أقل عتمة.